# 陈山提
陈山提（？—？），北朝官员。自称颍川人。
本是北魏军阀天柱大将军并州刺史尔朱兆的家奴。永熙二年（533年）正月，尔朱兆被大丞相高欢所败，命平远将军张亮和陈山提斩下他的首级投降，二人皆不忍，尔朱兆自缢。
陈山提又为高欢家奴，出仕东魏，为尚食典御。家客杨子术通过黄门侍郎高德政劝高欢子权臣高洋受禅称帝。武定八年（550年）五月，高洋从晋阳出发，高德政又将在邺城诸事告诉高洋，高洋令陈山提骑马经由驿站将其秘密交给黄门侍郎杨愔。当月陈山提到邺城，杨愔即召太常卿邢邵、七兵尚书崔㥄、度支尚书陆操、詹事王昕、黄门侍郎阳休之、中书侍郎裴让之等议撰仪注。
高洋称帝建立北齐后史称北齐文宣帝，陈山提出仕为都督。司空司马子如因曾被黄门侍郎崔季舒和度支尚书崔暹惩治，与陈山提等列出他们的过失诬陷他们。文宣帝令陈山提、舍人独孤永业等搜崔暹家，发现崔暹很穷，家里只有高欢、文宣帝兄长高澄与崔暹的千余纸书信，谈论的多是军中大事。文宣帝嗟叹赞赏，但碍于众论还是将崔季舒、崔暹各鞭打二百流放北疆。
因为曾为高欢驱使蒙其恩惠的缘故，陈山提官至特进、开府、东兗州刺史、谢阳王。周武帝灭北齐，拜大将军，封淅阳郡公。大象元年（579年）八月，因第八女陈月仪为天左皇后，他被超授上柱国，进鄅国公，除授大宗伯。
著有《杂药方》十卷。

## 传记资料
- 《北齐书》卷25、卷50
- 《周书》卷9
- 《北史》卷14